# River Stort
Der River Stort ist ein Wasserlauf in Hertfordshire und Essex, England.

## Flusslauf
Der River Stort entsteht nördlich von Nuthampstead als Abfluss des New Lake. Er überquert die Grenze zu Essex in östlicher Richtung und wendet sich dann zunächst nach Süden bzw. in südöstlicher Richtung um schließlich in östlicher Richtung im Norden von Clavering zu fließen. Im Osten des Ortes wendet der Stort sich dann wieder nach Süden. Zwischen dem südlichen Ende von Stansted Mountfitchet und dem nördlichen Ende von Bishop’s Stortford bildet er die Grenze von Hertfordshire und Essex. Er fließt durch Bishop’s Stortford und wird von hier als Stort Navigation bis zu seiner Mündung in den River Lea kanalisiert. Er fließt weiter durch Sawbridgeworth in südlicher Richtung, wendet sich aber östlich von Harlow nach Westen und passiert den Ort im Norden. Er mündet am östlichen Ufer gegenüber dem am westlichen Ufer gelegenen Hoddesdon zusammen mit dem Tollhouse Stream in den River Lea. Er bildet vom Süden von Bishop’s Stortford bis zu seiner Mündung in den Lea fast durchgängig die Grenze zwischen Essex und Hertfordshire.

## Die Stort Navigation
Der Stort ist ein flacher und teilweise gewundener Fluss. Im 16. Jahrhundert erlebte die Mälzerei in Bishop’s Stortford einen großen Aufschwung und sie versorgte die Brauereien in London mit Malz. Der Transport musste aber auf dem Landweg bis zum River Lea erfolgen, da der Fluss nicht für Lastkähne schiffbar war. So entstand im 18. Jahrhundert der Plan den Fluss zu kanalisieren. Ein erster Plan wurde 1759 vom Parlament genehmigt, seine Umsetzung scheiterte jedoch an den hohen Kosten. Ein zweiter Parlamentsbeschluss erging am 30. April 1766. Die Arbeiten begannen daraufhin im September 1766. Der Fluss wurde vertieft, teilweise begradigt und 15 Schleusen gebaut. Die Arbeiten wurden 1769 abgeschlossen. In der Stadt entstanden große Lagerhäuser und ein Hafenbecken, die Mälzereien profitierten von der neuen Wasserverbindung, doch finanziell war sie trotzdem kein Erfolg. Trotzdem wurde erwogen den Ausbau fortzusetzen und eine Verbindung nach Cambridge über den River Cam zu betreiben. Der Plan scheiterte jedoch.
Im Laufe des 19. Jahrhunderts verfiel die Stort Navigation bedingt durch die hohen Unterhaltskosten immer mehr. Im April 1909 stürzte eine Schleuse teilweise ein und blockierte die Schifffahrt. In der Folge übernahm das Lea Conservancy Board zunächst den Wiederaufbau der Schleuse und die Verbindung konnte im November 1909 wieder freigegeben werden. Am 8. September 1911 wurde das Lea Conservancy Board Eigentümer der gesamten Stort Navigation für eine symbolische Summe von 5 Schilling. 1912 wurde damit begonnen den Lauf wieder zu vertiefen und alle Schleusen in Stein neuzubauen. Durch den Ersten Weltkrieg unterbrochen wurde die renovierte Stort Navigation am 4. Juli 1924 eröffnet. Die Stort Navigation wurde danach immer weniger für den Güterverkehr benutzt und dieser kam bis 1945 schließlich ganz zum Erliegen.